# Edward Bulwer-Lytton
Edward Bulwer-Lytton (London, 8. studenog 1831. – Pariz, 24. studenog 1891.) engleski diplomat, političar i pjesnik.

## Životopis
Bio potkralj Indije (1875. – 1880.) i veleposlanik u Parizu (1887. – 1891.). Kao indijski potkralj vodio drugi Britansko-afganistanski rat 1878. – 1880. (kojemu je povod bio porast ruskog utjecaja u Afganistanu), osigurao proglašenje Viktorije caricom Indije 1877. i proveo neke upravne i gospodarske reforme (ukidanje unutarnjih carina). Kao pjesnik je danas uglavnom zaboravljen. Poznat je i kao pisac mnogobrojnih pustolovnih i povijesnih romana, među kojima se ističu "Pelham" (1828.) i "Posljednji dani Pompeja" (1834.). Pisao je drame koje se do danas izvode poput "Richelieu" 1838. i "Novac", 1840.).